# Jorge Cavelier Gaviria
Jorge Cavelier Gaviria (28 de noviembre de 1929 - Bogotá, 15 de noviembre de 2012) fue un médico urólogo y cirujano, científico, filántropo, académico, educador y político colombiano de ascendencia francesa.
Cavelier fue director de la Beneficencia de Cundinamarca, secretario de salud de Bogotá y gerente de la Clínica Marly, de la que fue fundador su padre. Perteneció a varios círculos académicos médicos, incluyendo la Academia Nacional de Medicina de Colombia.

## Familia
Jorge Cavelier Gaviria era miembro de varias familias de renombre en Medellín y Bogotá. Sus padres eran el médico y exministro Jorge Emilio Cavelier Jiménez, y Beatriz Gaviria Restrepo.
Su padre era hijo del ingeniero francés German Cavelier Eutenat, quien participó en la construcción del Canal de Panamá. Su madre por su parte, era hija de Emiliano Gaviria Cobaleda, quien era primo del contrabandista Roberto Gaviria Cobaleda. Gaviria era el padre de la maestra de escuela Erminda Gaviria Berrío, madre a su vez de los narcotraficantes Pablo y Roberto Escobar Gaviria, y tía de Gustavo Gaviria Rivero, todos miembros del Cartel de Medellín.
Por otra parte, la madre de Cavelier era tataranieta del sabio neograndino José Félix de Restrepo, tío abuelo de José Manuel Restrepo Vélez. Restrepo Vélez fue tío del empresario Pedro Antonio Restrepo, padre a su vez del expresidente Carlos Eugenio Restrepo, de quien, a su vez, es nieto el sacerdote y guerrillero del ELN Camilo Torres Restrepo. Otra rama de la familia emparenta a Cavelier con el exvicepresidente Germán Vargas Lleras, ya que una de las bisnietas de Restrepo Vélez era la madre del expresidente Carlos Lleras Restrepo, abuelo de Vargas Llera.

### Matrimonio y descendencia
Cavelier contrajo nupcias con Silvia Castro Torres, con quien tuvo a sus hijos Jorge, Jaime y Luis Eduardo Cavelier Castro.
Silvia era sobrina nieta de Leopoldina Montejo Camero, esposa del periodista Francisco Santos Galvis, y madre de los periodistas Eduardo y Enrique Santos Montejo. Eduardo fue presidente de Colombia y propietario del periódico El Tiempo, y Enrique trabajó como periodista en El Tiempo, siendo el padre de los también periodistas Hernando y Enrique Santos Castillo, de quien descienden el expresidente Juan Manuel Santos, y el exvicepresidente Francisco Santos. 
Silvia también está emparentada por su tía abuela Leopoldina con el esposo de la periodista Consuelo Salgar, quien era bisnieta del expresidente Eustorgio Salgar. Por último, era descendiente también del expresidente interino y abogado neogranadino Manuel Benito de Castro.